# Gil de Ferran

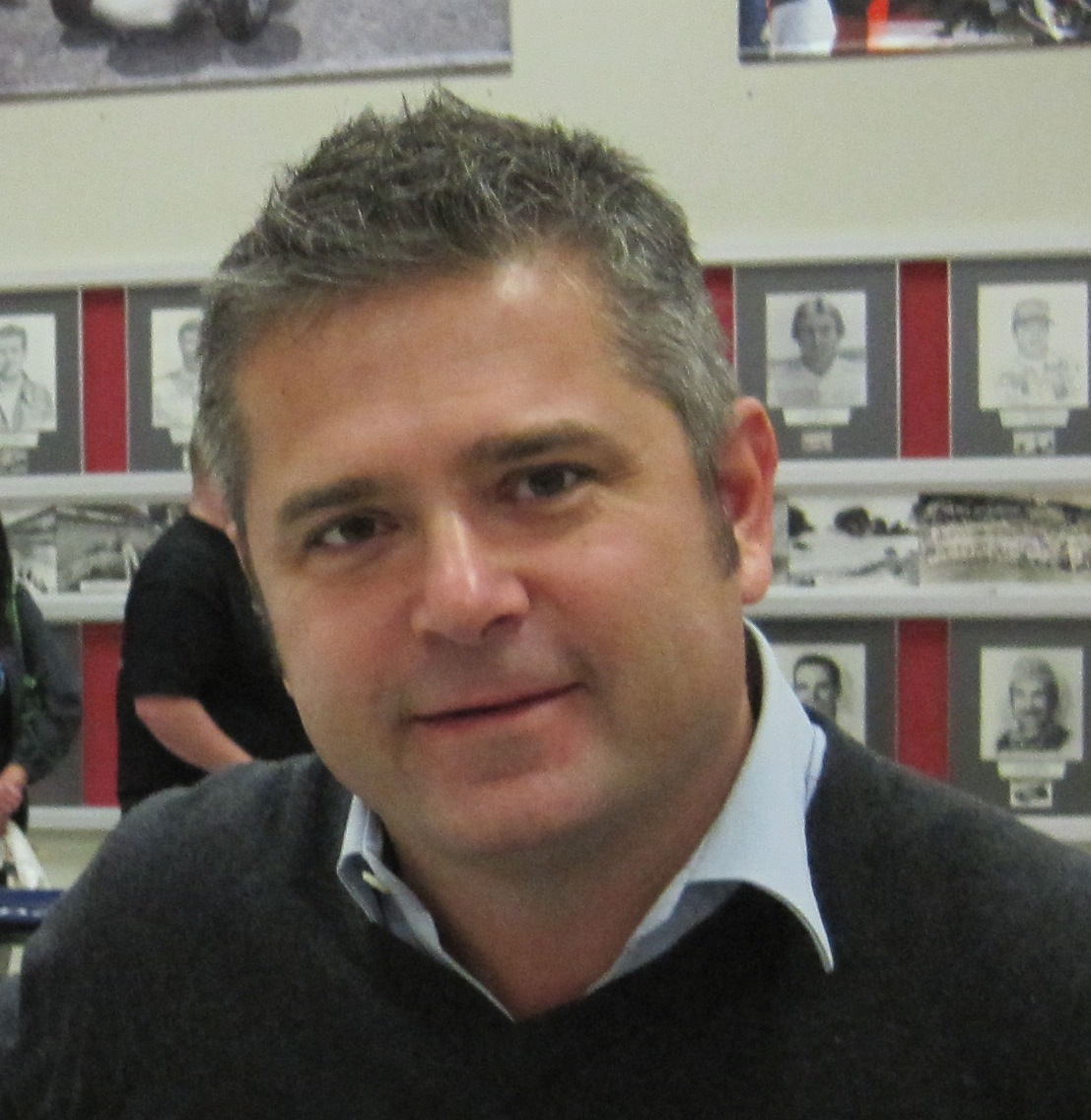
Gil de Ferran (2011)

Gil de Ferran (* 11. November 1967 in Paris, Frankreich; † 29. Dezember 2023 in Opa-locka, Florida, USA) war ein brasilianischer Automobilrennfahrer und Sportdirektor der Formel-1-Teams von Honda und McLaren Racing.

## Karriere
Inspiriert von seinem Landsmann Emerson Fittipaldi begann de Ferran seine Rennsportkarriere in den frühen 1980ern im Kart-Sport. 1987 stieg er in die Formel Ford auf und 1991 in die Formel 3. Nach dem Gewinn der britischen Formel-3-Meisterschaft 1992 folgten zwei Jahre in der Formel 3000 im Team von Paul Stewart.
Eine beeindruckende Testfahrt im Champ Car des Jim Hall Teams Ende 1994 brachte de Ferran einen Vertrag für die 1995er Saison ein, die er mit Platz 14 in der Meisterschaft und einem Laufsieg in Laguna Seca als Rookie of the Year beendete.
Nach der Auflösung des Teams von Jim Hall wechselte de Ferran für drei Jahre zu Walker Racing, wo er 1997 Zweiter der Champ-Car-Meisterschaft wurde. Nach seinem Wechsel zu Penske Racing konnte de Ferran 2000 und 2001 die Meisterschaft für sich entscheiden und 2003 die 500 Meilen von Indianapolis sowie den Vize-Titel in der Indy Racing League gewinnen.
Nach dem Sieg beim Indy 500 gab de Ferran für das Saisonende 2003 seinen Rücktritt vom aktiven Rennsport bekannt. Er gewann sein letztes Rennen auf dem Texas Motor Speedway.
2005 übernahm de Ferran den Posten des Sportdirektors beim BAR Formel-1-Team und 2006 auch bei dessen Nachfolger Honda. Im Juli 2007 trennten sich Honda und de Ferran in „beiderseitigem Einverständnis“.
Ende Januar 2008 gab de Ferran bekannt, dass er wieder als Rennfahrer aktiv werden und etwa ab Saisonmitte mit einem eigenen, werksunterstützten Acura-Prototyp in der LMP2-Klasse der American Le Mans Series antreten werde. Das Team De Ferran Motorsports trat 2008 in der LMP2-Klasse und 2009 in der LMP1-Klasse der Rennserie an und gewann mit Simon Pagenaud und de Ferran selbst am Steuer insgesamt fünf Rennen. 2010 stieg de Ferran als Teilhaber beim Rennstall Dragon Racing von Jay Penske in der IndyCar Series ein; das Team ging unter dem Namen de Ferran Dragon Racing an den Start. Da das Team für die folgende Saison jedoch keinen Sponsor finden konnte, wurde es im Februar 2011 aufgelöst.
2013 wurde de Ferran zum technischen Berater bei Honda Performance Development, der US-amerikanischen Motorsportabteilung von Honda, für die IndyCar-Series. Ab 2014 arbeitete er auch beratend für das IMSA-Programm des Herstellers.
2013 wurde de Ferran außerdem Botschafter der neu gegründeten FIA-Formel-E-Meisterschaft. 2014 fuhr er für Andretti Autosport bei den ersten Vorsaison-Testfahrten der Rennserie.
Im Juli 2018 wurde de Ferran zum Sportdirektor des Formel-1-Teams McLaren Racing. Er blieb bis 2020 in dieser Position und war hier auch als Berater an Fernando Alonsos Teilnahmeversuch beim Indianapolis 500 2019 beteiligt, nachdem er Alonso bereits 2017 unterstützt hatte. Im Mai 2023 kehrte de Ferran als Berater zum Team zurück.
2019 war er an der Gründung der Offroad-Rennserie Extreme E beteiligt und in der Anfangszeit der Rennserie deren Vorsitzender, legte diesen Posten jedoch noch vor dem offiziellen Start der Rennserie 2021 nieder.
Gil de Ferran starb am 29. Dezember 2023 im Alter von 56 Jahren, nachdem er bei einer Fahrt auf der The-Concours-Club-Rennstrecke in Opa-locka zusammengebrochen war.

## Statistik

### Karrierestationen
| - 1991: Britische Formel 3 (Platz 3) - 1992: Britische Formel 3 (Meister) - 1993: Internationale Formel-3000-Meisterschaft (Platz 4) - 1994: Internationale Formel-3000-Meisterschaft (Platz 3) - 1995: PPG Indy Car World Series (Platz 14) - 1996: PPG Indy Car World Series (Platz 6) | - 1997: CART PPG World Series (Platz 2) - 1998: FedEx Championship Series (Platz 12) - 1999: FedEx Championship Series (Platz 8) - 2000: FedEx Championship Series (Meister) - 2001: FedEx Championship Series (Meister) - 2001: Indy Racing League (Platz 28) | - 2002: Indy Racing League (Platz 3) - 2003: IndyCar Series (Platz 2) - 2008: American Le Mans Series, LMP2 (Platz 9) - 2009: American Le Mans Series, LMP1 (Platz 2) |

### Champ Car
| Jahr | Team            | Siege | Punkte | Meisterschaft |
| ---- | --------------- | ----- | ------ | ------------- |
| 1995 | Hall/VDS Racing | 1     | 56     | 14.           |
| 1996 | Hall/VDS Racing | 1     | 104    | 6.            |
| 1997 | Walker Racing   | 0     | 162    | 2.            |
| 1998 | Walker Racing   | 0     | 67     | 12.           |
| 1999 | Walker Racing   | 1     | 108    | 8.            |
| 2000 | Penske Racing   | 2     | 168    | 1.            |
| 2001 | Penske Racing   | 2     | 199    | 1.            |

### Indy Racing League
| Jahr  | Team          | Siege | Punkte | Meisterschaft |
| ----- | ------------- | ----- | ------ | ------------- |
| 2001* | Penske Racing | 0     | 46     | 28.           |
| 2002  | Penske Racing | 2     | 443    | 3.            |
| 2003  | Penske Racing | 3     | 489    | 2.            |

* 2001 nur in 2 Rennen angetreten

### Indy 500
| Jahr | Chassis | Motor      | Training | Rennen |
| ---- | ------- | ---------- | -------- | ------ |
| 1995 | Reynard | Ilmor      | 19.      | 29.    |
| 2001 | Dallara | Oldsmobile | 5.       | 2.     |
| 2002 | Dallara | Chevrolet  | 14.      | 10.    |
| 2003 | G-Force | Toyota     | 10.      | 1.     |

### Sebring-Ergebnisse
| Jahr | Team                  | Fahrzeug      | Teamkollege | Teamkollege    | Platzierung | Ausfallgrund |
| ---- | --------------------- | ------------- | ----------- | -------------- | ----------- | ------------ |
| 2009 | de Ferran Motorsports | Acura ARX-02a | Scott Dixon | Simon Pagenaud | Ausfall     | Mechanik     |